# 墨脱冷杉
墨脱冷杉（学名：Abies delavayi sp. motuoensis）为松科冷杉属苍山冷杉的亞種，为中国的特有植物。分布于中国大陆的错那、察隅、西藏：墨脱等地，生长于海拔3,000米至3,800米的地区，目前尚未由人工引种栽培。

## 扩展阅读
- 維基物種上的相關：墨脱冷杉